# 6550 Parléř
6550 Parléř là một tiểu hành tinh vành đai chính với chu kỳ quỹ đạo là 1365.8085165 ngày (3.74 năm).
Nó được phát hiện ngày 4 tháng 11 năm 1988 bởi Antonín Mrkos, who named the asteroid after Peter Parler.